# Anton Alexander von Magnis
Anton Alexander von Magnis (* 28. Juli 1751 in Straßnitz, Mähren; † 5. Juni 1817 in Eckersdorf, Landkreis Glatz) war ein Großgrundbesitzer und Wegbereiter moderner Landwirtschaft.

## Herkunft und Familie
Anton Alexander von Magnis entstammte dem mährischen Adelsgeschlecht von Magnis, dessen Vorfahren aus der Lombardei stammten. Seine Eltern waren Franz Johann von Magnis (1727–1756) auf Straßnitz und Franziska (1721–1780), Tochter des Grafen Franz Anton von Götzen (1693–1738) auf Eckersdorf und Scharfeneck aus der katholischen Linie der Adelsfamilie Götzen. 
Am 20. Juni 1785 heiratete Anton Alexander Louise von Götzen (1763–1848) aus der evangelischen Linie derer von Götzen. Sie war eine Tochter des preußischen Generalmajors Friedrich Wilhelm von Götzen d. Ä. (1734–1794) und der Louise von Holwede, verwitwete Gräfin von Mellin (1729–1783). Friedrich Wilhelm von Götzen d. J. war Louises Bruder. Der Ehe von Anton Alexander und Louise entstammten acht Töchter sowie die Söhne Anton (1786–1861) und Wilhelm (1787–1851).

## Erfolg in der Landwirtschaft
Nach dem Erlöschen der männlichen (katholischen) Linie der Grafen von Götzen mit Johann Josef von Götzen 1771, erbte dessen Schwester Franziska, verheiratete von Magnis, die Besitzungen in Eckersdorf in der Grafschaft Glatz. Nach deren Tod 1780 gingen sie auf ihren Sohn Anton Alexander über. Dieser erwarb zwischen 1795 und 1812 zwölf weitere Güter, die zum Teil überschuldet bzw. heruntergewirtschaftet waren. Sie wurden nach den damaligen Grundsätzen der „rationellen  Landwirtschaft“ bewirtschaftet und galten als moderne Musterbetriebe. Durch die Einführung des Fruchtwechsels, der Verwendung von natürlichem und mineralischem Dünger sowie durch neue Methoden der Melioration konnten der Boden vollständig genutzt und die Erträge gesteigert werden.
Großen Erfolg erzielte Anton Alexander mit der Merinoschafzucht. Durch die Herstellung feinster Tuchwollen, die den hochwertigen englischen gleichwertig waren, konnten auf dem Wollmarkt Spitzenpreise erzielt werden. Seine Schafe kaufte er in Spanien, Mähren und Ungarn. Mit rund 8000 Schafen, die auf seinen Gütern Ende des 18. Jahrhunderts gehalten wurden, soll er der größte Schafwirt Deutschlands gewesen sein. Aus seinen Beständen verkaufte er Zuchtschafe in die Mark Brandenburg und nach Polen. 
In der Viehzucht veredelte Anton Alexander die einheimischen Tiere mit Zuchttieren aus der Schweiz, Tirol und der Steiermark, wodurch höhere Milch- und Fleischerträge erzielt werden konnten. Andere Wirtschaftsbereiche waren umfangreiche Beteiligungen am Steinkohlenbergbau im Neuroder Revier und eine Glashütte, die mit Kohlefeuerung arbeitete. Im Bereich der Forstwirtschaft wurden große Holzhöfe angelegt und Sägewerke betrieben.
Nach Anton Alexanders Tod übernahm sein Sohn Anton die Besitzungen und setzte die landwirtschaftlichen und unternehmerischen Erfolge seines Vaters fort. Dieser gründete 1829 in Eckersdorf eine Zuckerrübenfabrik, die zu einem modernen und rentablen Großbetrieb ausgebaut wurde und als Vorbild für andere Gründungen in Deutschland diente. Sie wurde von seinen Nachkommen bis 1907 betrieben.

## Trivia
Die Ruine Eckersdorf, eine künstliche Ruine, machte seine Gemahlin ihm im Jahr 1801 zum Geschenk. Sie ist heute verfallen.